# Gymnometriocnemus brevitarsis
Gymnometriocnemus brevitarsis is een muggensoort uit de familie van de dansmuggen (Chironomidae). De wetenschappelijke naam van de soort is voor het eerst geldig gepubliceerd in 1929 door Edwards.